# Willamar
Willamar és una concentració de població designada pel cens dels Estats Units a l'estat de Texas. Segons el cens del 2000 tenia 15 habitants.

## Demografia
Segons el cens del 2000, Willamar tenia 15 habitants, 6 habitatges, i 4 famílies. La densitat de població era de 2,4 habitants/km².
Dels 6 habitatges en un 16,7% hi vivien nens de menys de 18 anys, en un 83,3% hi vivien parelles casades, en un 0% dones solteres, i en un 16,7% no eren unitats familiars. En el 16,7% dels habitatges hi vivien persones soles el 16,7% de les quals corresponia a persones de 65 anys o més que vivien soles. El nombre mitjà de persones vivint en cada habitatge era de 2,5 i el nombre mitjà de persones que vivien en cada família era de 2,8.
Per edats la població es repartia de la següent manera: un 26,7% tenia menys de 18 anys, un 0% entre 18 i 24, un 13,3% entre 25 i 44, un 46,7% de 45 a 60 i un 13,3% 65 anys o més.
L'edat mediana era de 50 anys. Per cada 100 dones de 18 o més anys hi havia 83,3 homes.
La renda mediana per habitatge era de 21.250 $ i la renda mediana per família de 21.250 $. Els homes tenien una renda mediana de 0 $ mentre que les dones 0 $. La renda per capita de la població era d'11.186 $. Cap de les famílies estaven per davall del llindar de pobresa.

## Poblacions més properes
El següent diagrama mostra les poblacions més properes.